# 雅基拉纳
雅基拉纳是巴西南大河州的一个市镇。总面积907.936平方公里，总人口4404人，人口密度4.9人/平方公里。